# Jean-Michel Basquiat
Jean-Michel Basquiat (Brooklyn, 22. prosinca 1960. – New York, 12. kolovoza 1988.), američki slikar, grafiti umjetnik i pjesnik haićanskog i američkog podrijetla.
Jean-Michel Basquiat, sin haićansko-američkog oca i majke Portorikanke, rođen je i odrastao u Brooklynu. Još u ranoj dobi pokazao je zreo talent za crtanje, a majka ga je upisala kao mladog člana Brooklyn Museum-a kad je imao samo šest godina. 
Basquiat je najprije stekao slavu kao tinejdžerski grafiti pjesnik i glazbenik. Do 1981., u dobi od dvadeset godina, prešao je od prskanja grafita na zidovima zgrada u Donjem Manhattanu na prodaju slika u galerijama Sohoa, ubrzo postaje jedan od najuspješnijih umjetnika svoje generacije. Lukavi sakupljači počeli su kupovati njegova djela, a njegove izložbe su bile rasprodane. Kritičari su isticali izvornost njegovog rada, njegove emocionalne dubine, jedinstvenost ikonografije i formalne prednosti njegovih boja, kompozicija i crteža. Basquiat se zanimao za glazbu, jezik i afro-karipske kipove, koje je kombinirao sa svojom jedinstvenom uporabom tehnika kao što su kolaž i sitotisak. 
Do 1985., našao se na naslovnici časopisa The New York Times kao simbol vrućeg mladog umjetnika u procvatu tržišta umjetnina. Tragično, Basquiat je počeo koristiti heroin i umro je od predoziranja drogom sa samo dvadeset i sedam godina.
Basquiat je bio ključna figura umjetnosti 1980-ih, ali njegova umjetnička ostvarenja su značajna i za umjetnost dvadesetog stoljeća i u cjelini. Inspiriran svojom baštinom, Basquiat je pridonio i uzdizanju afro-utjecajnog modernističkog idioma. Naime, Basquiat je bio posljednji veliki slikar u duhu koji je započeo desetljeća ranije u Europi s oponašanjem afričke umjetnosti suvremenih umjetnika poput Picassa i Matissea.
Prije svoje tragične smrti 1988. u dobi od dvadeset sedam godina, Basquiat je iskazao naizgled bezgraničnu kreativnu energiju, proizvodeći otprilike tisuću slika i dvije tisuće crteža. Tijekom desetljeća, proučavanje Basquiatovih slika i crteža ponudilo je teksturirane uvide iz 1980-ih i, što je još važnije, kontinuirano razmišljanje o iskustvu crnaca na američkoj i globalnoj pozadini naslijeđa suprematizma bijele rase, ropstva i kolonijalizma. Istodobno, Basquiatov rad slavi povijest crnačke umjetnosti, glazbe i poezije, kao i vjerske i svakodnevne tradicije crnačkog života.

## Vanjske poveznice
|  | Zajednički poslužitelj ima još gradiva o temi Jean-Michel Basquiat |

- Službena stranica Ostavđtine Jean-Michela Basquiata
- životopis Basquiata
- Michael Dragovic, Analiza Basquiatovih devet slika